# Саманган
Саманган (дарі سمنگان — Samangān, пушту سمنګان) — провінція на півночі Афганістану. На північному заході межує з провінцією Балх, на північному сході — з Кундуз, на сході — з Баглан, а на півдні — з Баміан.

## Історія
У серпні 2021 року таліби захопили Саманган.

## Райони
- Айбак
- Дара-і-Суфі-Балла
- Дара-і-Суфі-Пая
- Руї-Ду-Аб
- Фероз-Накшір
- Хазрат-Султан
- Хурам-Ва-Сарбагх